# Éditions Pierre Trémois
Les éditions Pierre Trémois, ou M.-P. Trémois, sont une ancienne maison d'édition française, spécialisée dans le livre illustré, fondée à Paris en 1922, et qui a disparu après 1948.

## Histoire
En mars 1922, sous la direction de Pierre-Ernest Trémois (1898-1976),, est publié à Paris le Catalogue mensuel de Pierre Trémois, libraire-éditeur, annonçant la naissance officielle de la maison d'édition ; l'objet bibliographique, illustré et associant des plumes comme Francis Carco, Jean Cocteau, André Maurois, André Salmon, comprend sept livraisons jusqu'en février 1925,. L'éditeur est aussi le dépositaire du Journal sans nom (Grasset, 1925, numéro unique) dirigé par Henry Poulaille.
Le mois suivant, s'ouvre la Librairie-galerie d'art M.-P. Trémois au 285, rue du Faubourg-Saint-Honoré, au nom de « Madeleine et Pierre Trémois », Madeleine étant l'épouse de Pierre Trémois ; originaire de Normandie, elle est amie avec de nombreux artistes, dont beaucoup de graveurs, comme Jean Auscher, Maurice de Becque, André Dignimont, Erik Satie, Marcel Duchamp, Jules Pascin, Marie Laurencin, Louis Touchagues, Marcel Vertès. Les locaux de la galerie sont transférés en septembre 1927 au 43, avenue Rapp. Dirigée par Pierre Gandon, la collection « La Galerie des grandes courtisanes » est lancée en 1928 et comprend 10 volumes tirés chacun à 1 000 exemplaires, illustrés par des artistes comme Carlègle, Foujita ou Marie Laurencin. Les éditions se risquent à publier des ouvrages érotiques, par exemple Les Vrais Mémoires de Fanny-Hill revus et illustrés par Pierre Mac Orlan (1929).
La maison fait faillite en décembre 1932,.
Sous le nom « Éditions Pierre Trémois », elle renaît en septembre 1943 au 26, de la rue du Mont-Thabor, publiant une Anthologie poétique à peu d'exemplaires et une collection de fictions vendue à bas prix, « Le Cyclope ». En 1945, la maison édite entre autres une nouvelle collection intitulée « Le Livre de poche », petits ouvrages illustrés en couverture par une gravure originale, qui prévoyait des romans policiers et d'amour, des classiques et des traductions ; seuls six titres sont publiés.
Parmi les auteurs figure Edge Trémois (1885-1963), le père de l'artiste Pierre-Yves Trémois. L'éditeur se lance dans d'ambitieuses traductions, entre autres de l'œuvre inédite en français de l'écrivain estonien Anton Hansen Tammsaare (La Terre du voleur, 1944) ; il est le premier, juste après guerre, à éditer Emmanuel Bove pour son récit Le Piège (mai 1945). Il publie  aussi les auteurs du magazine Le Crapouillot dans une collection de bibliophilie convoquant des artistes comme Pierre Falké, ou des résistants comme Pierre Bourdan, Maurice Van Moppes ou Pierre Dac.
En 1948, le siège est transféré au 48, rue de Castiglione, puis les publications semblent disparaître.

## Postérité
Le 18 avril 1953, pour lancer sa propre collection, la Librairie générale française (Hachette) doit racheter la marque Le Livre de poche à Pierre Trémois qui en était propriétaire.